# Loue
Die Loue [lu] ist ein Fluss im Osten Frankreichs, in der Region Bourgogne-Franche-Comté. Sie entspringt einer ergiebigen Karstquelle im Gemeindegebiet von Ouhans in 535 m Höhe, entwässert in weit ausholenden Schleifen durch den Faltenjura generell in westlicher Richtung und mündet bei Parcey in den Doubs.

## Geografie

### Source de la Loue

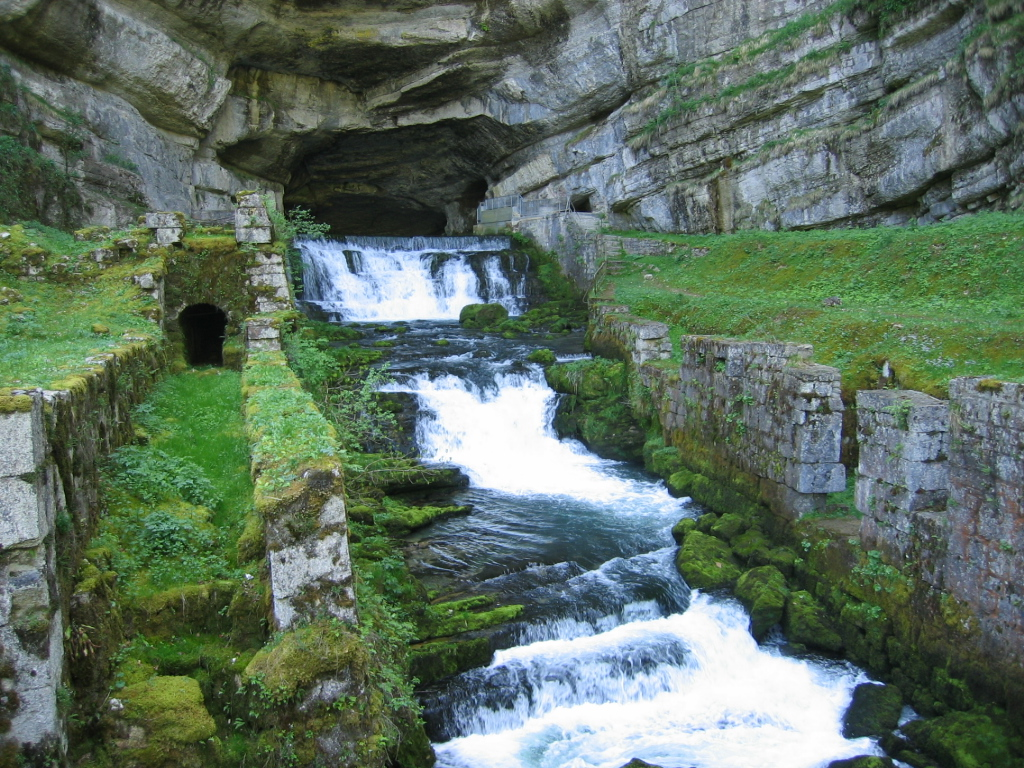
Die Karstquelle der Loue

Die Source de la Loue (dt. Quelle der Loue) ist die stärkste Karstquelle des Jura. Sie liegt nördlich von Ouhans und schüttet im Mittel 6.890 l/s. Die der Quelle entströmenden Wassermassen haben eine mächtige, senkrechte Klinge in die umgebenden Kalksteinschichten geschnitten. Das einer riesigen Höhle im Felsen entspringende Quellwasser stammt unter anderem vom oberen Doubs, der bei Pontarlier teilweise versickert. Dieses Phänomen wurde entdeckt, als 1901 eine Absinth-Destillerie in Pontarlier in Brand geriet und größere Mengen Absinth in den Fluss strömten. Einige Tage später roch das Wasser der Loue stark nach Anis. Spätere Färbungsversuche bestätigten diese Beobachtung.

### Verlauf

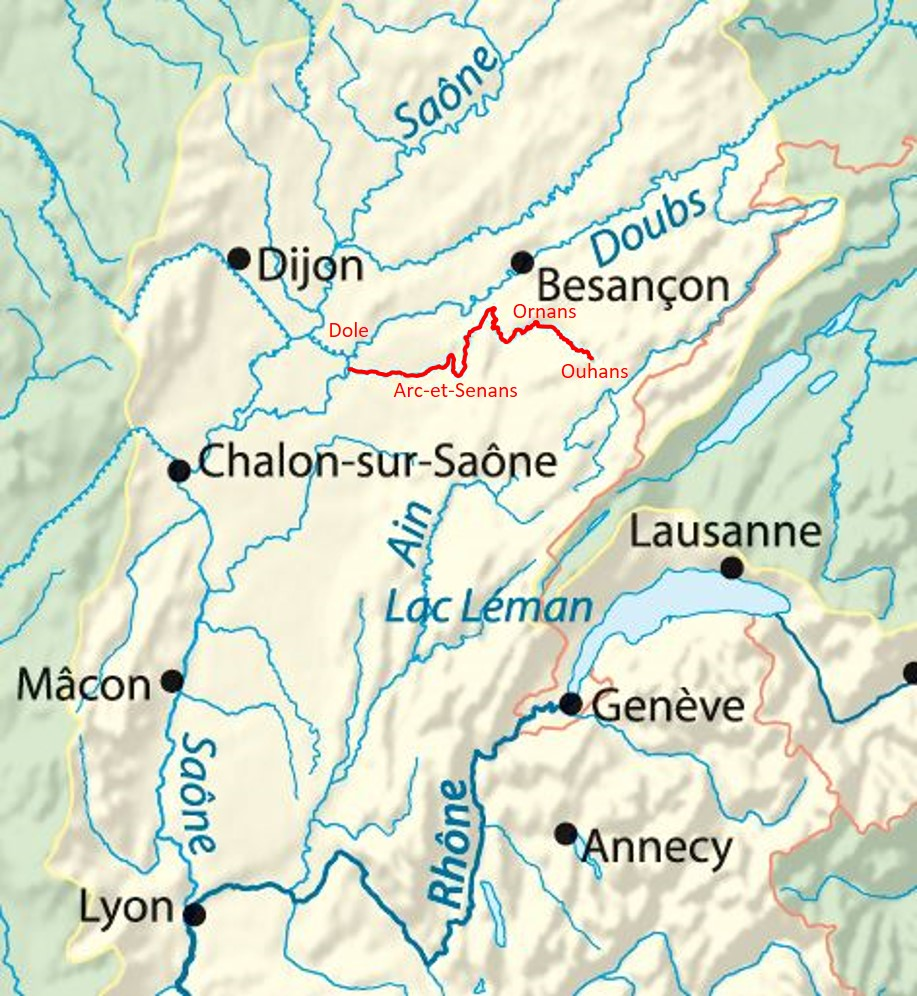
Flussverlauf

Die Loue durchläuft nach ihrem Ursprung eine enge bewaldete Schlucht mit senkrechten Kalksteinfelswänden. Dort fließt ihr das Wasser der Source du Pontet zu. Bei Cussey-sur-Lison mündet der Karstfluss Lison in die Loue, die sich im folgenden nordwestlichen Verlauf bei Chenecey-Buillon dem Doubs auf bis zu 2,5 km nähert und nach Südwesten abknickt. Die Loue fließt nach rund 122 Kilometern an der Gemeindegrenze von Parcey und Rahon von links und Osten in den Doubs. Auf ihrem Weg durchquert die Loue die Départements Doubs und Jura.
Die Loue ist ab Ornans ein bei Kanuten beliebter Wanderfluss.

### Zuflüsse

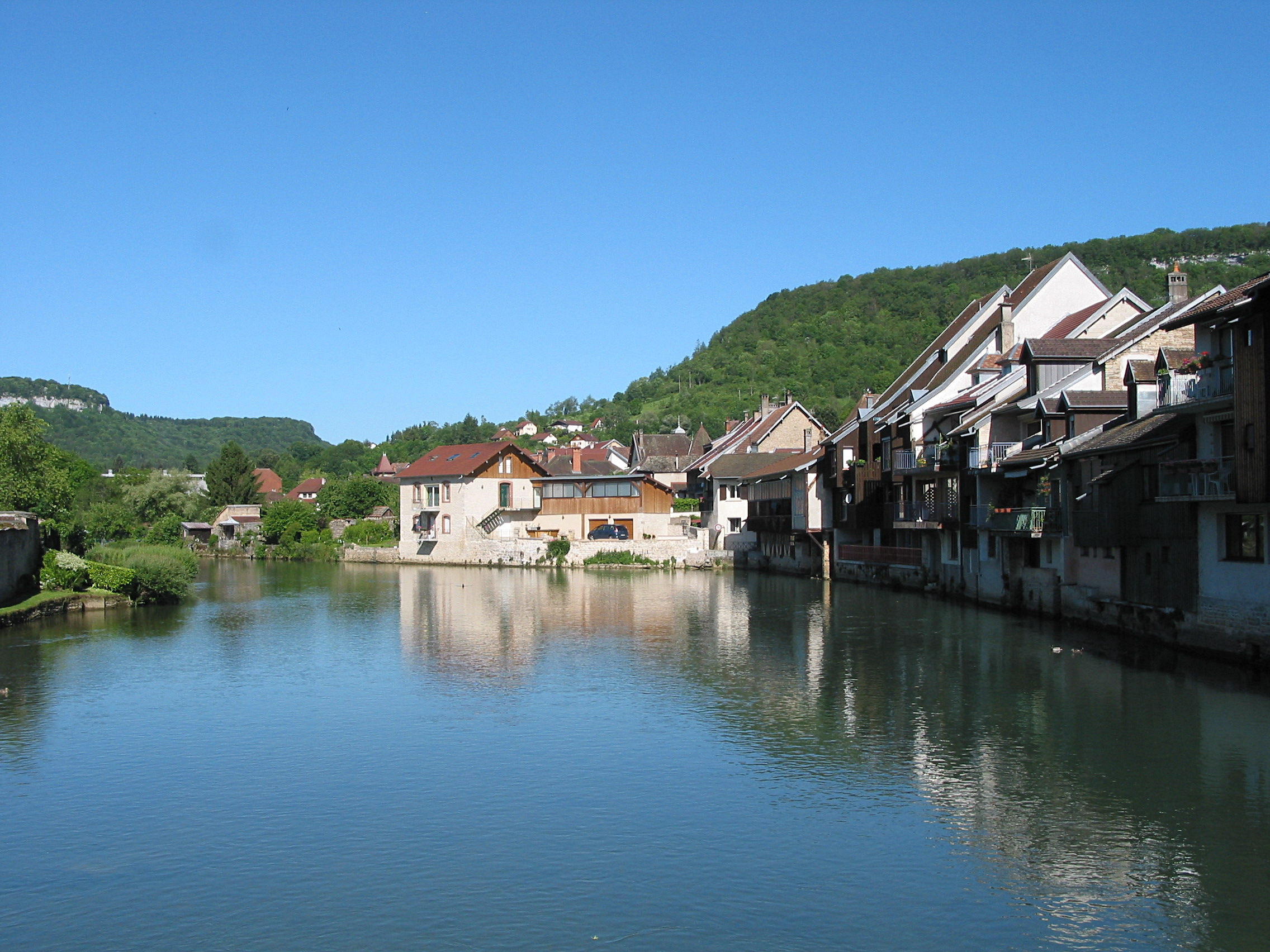
Die Loue in Ornans

Die bedeutendsten Zuflüsse der Loue sind (flussabwärts):
- Source du Pontet, von rechts vor Mouthier-Haute-Pierre
- Brême, von rechts nach Ornans
- Lison, von links vor Cussey-sur-Lison
- Furieuse, von links bei Rennes-sur-Loue
- Larine, von links bei Chamblay
- Réverotte, von rechts bei Belmont
- Cuisance, von links bei Souvans

Ein rechter Altarm bei Parcey mündet, etwas oberhalb des Flusses selbst, zusammen mit der Clauge.

### Orte am Fluss
- Mouthier-Haute-Pierre
- Vuillafans
- Montgesoye
- Ornans
- Chenecey-Buillon
- Quingey
- Port-Lesney
- Arc-et-Senans
- Cramans
- Chissey-sur-Loue
- Chamblay
- Parcey